# Kampen (Oslo)

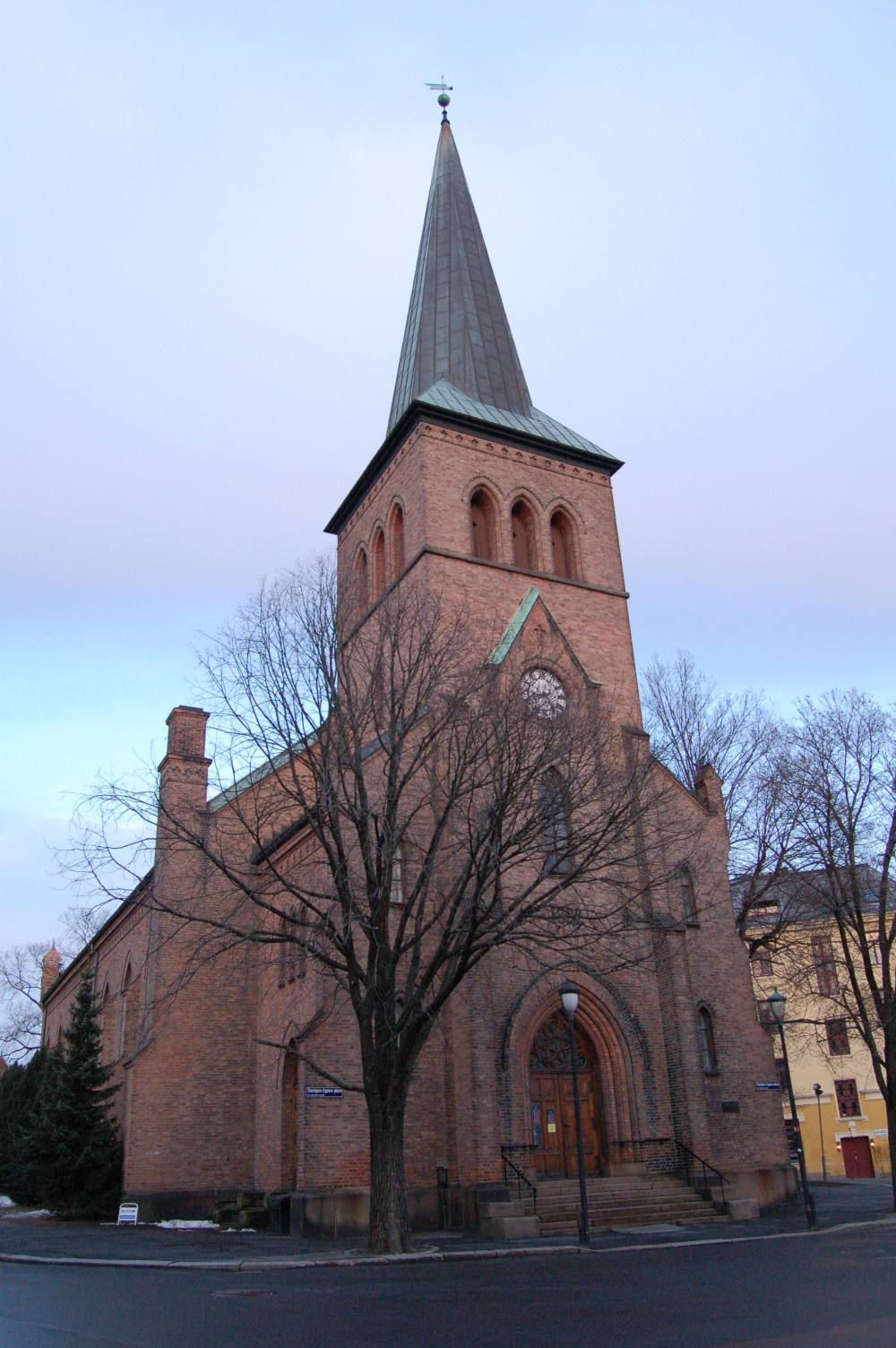
Kirche von Kampen, gesehen vom Thorbjørn Egners Platz

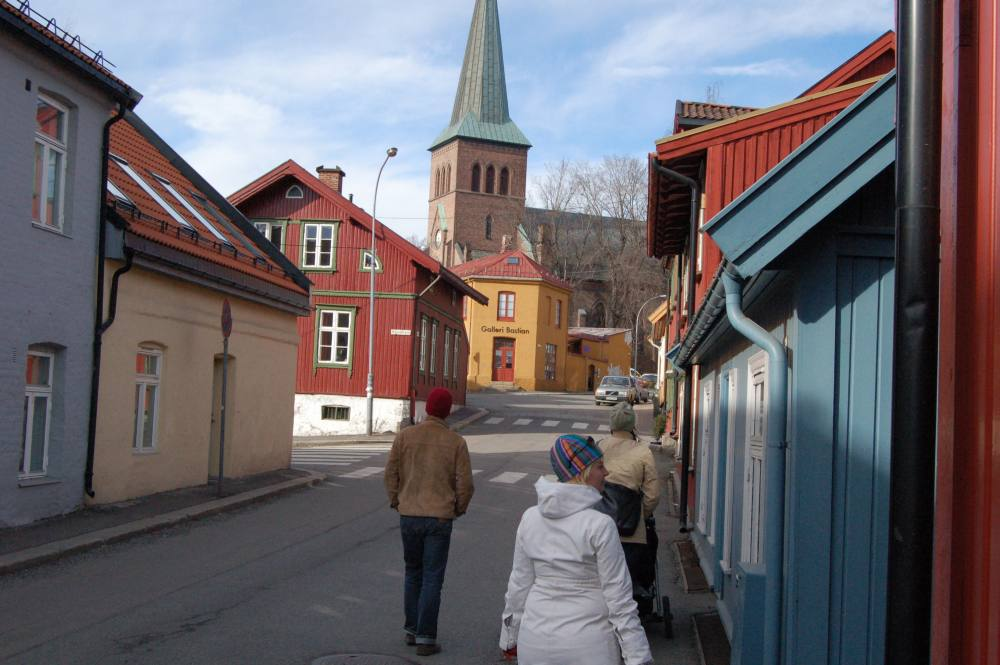
Kirche von Kampen, gesehen von der Normannsgata

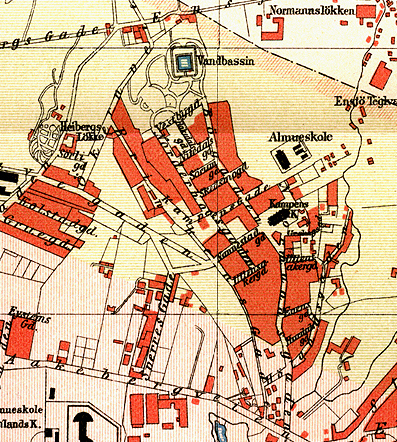
Kampen, 1887

Kampen ist ein Stadtteilgebiet in Oslo zwischen Tøyen, Hasle, Vålerenga und Galgeberg in Gamle Oslo.

## Geschichte
Im 18. Jahrhundert hielten Milizionäre ihre Übungen in diesem Gebiet ab. Das Gebiet gehörte zum Hof Bergløkken und Oslo Ladegård, bis es im Jahre 1820 aufgeteilt wurde. Zwischen 1859 und 1878 entstand eine Siedlung von Holzhäusern. Einige Häuser brannten im Jahr 1879 nieder und wurden anschließend durch Steinhäuser ersetzt. Die alten Holzhäuser sind noch heute charakteristisch für diese Siedlung. In Brinken wurden in den 1980er Jahren historische Gebäude abgerissen, was sehr umstritten war.
Am 13. bis 14. April 1878 ereigneten sich Straßenschlachten zwischen Arbeitern, Polizei und Militär.
In den 1920er Jahren lebten viele Kommunisten in Kampen, dass daraufhin der Ort den Beinamen „Petrograd“ erhielt.

## Bekannte Kampener
- Thorbjørn Egner, Autor
- Jon Bing, Autor, Dr. juris, Science-Fiction-Schriftsteller
- Henrik Langeland, Autor
- Einar Rose, Schauspieler
- Knut Steen, Bildhauer
- Sven Nordin, Schauspieler
- Petter Wettre, Saxophonist
- Tellef Kvifte, Professor für Musikwissenschaft
- Rob Waring, Schlagwerker und Komponist
- Kjell Bækkelund, Pianist
- Knut Johannesen, Eisschnellläuferin
- Rudolf Gundersen, Eisschnellläuferin